# Meilhan-sur-Garonne
Meilhan-sur-Garonne est une commune du Sud-Ouest de la France, située dans le département de Lot-et-Garonne, en région Nouvelle-Aquitaine.

## Géographie

### Localisation
Limitrophe avec le département de la Gironde, Meilhan-sur-Garonne se trouve à 69 km au nord-ouest d'Agen, chef-lieu du département et à 13 km à l'ouest-nord-ouest de Marmande, chef-lieu d'arrondissement.
Meilhan-sur-Garonne est une commune de la moyenne Garonne, située sur la rive gauche du fleuve, sur un promontoire rocheux, qui constitue en fait la bordure de la terrasse alluviale qui domine la vallée de la Garonne, mais la commune s'étend aussi en partie sur la vallée.

### Communes limitrophes
Meilhan-sur-Garonne est limitrophe de huit autres communes dont trois en Gironde. Les communes de Bourdelles et Jusix sont de l'autre côté de la Garonne, en rive droite.
Les communes limitrophes sont Jusix, Bourdelles, Hure, Noaillac, Cocumont, Couthures-sur-Garonne, Marcellus et Saint-Sauveur-de-Meilhan.
| Hure (Gironde)           | Bourdelles (Gironde) | Jusix                 |
| Noaillac (Gironde)       | Meilhan-sur-Garonne  | Couthures-sur-Garonne |
| Saint-Sauveur-de-Meilhan | Cocumont             | Marcellus             |

### Hydrographie
Le territoire communal s'étend sur la rive gauche (sud) de la Garonne qui décrit un méandre concave sous le promontoire où est niché le bourg et une boucle convexe en regard de la plaine alluviale au nord-ouest du village.
Deux ruisseaux, affluents de la Garonne, traversent le territoire communal :
- le Bouqueyran qui prend sa source sur la commune de Cocumont, fait office de limite territoriale est avec la commune de Marcellus et traverse le nord-est de Meilhan entre le canal et Couthures-sur-Garonne pour se jeter dans la Garonne à hauteur du méandre concave[3] ;
- le Lisos qui prend sa source sur la commune de Antagnac, fait office de limite territoriale ouest avec les communes de Noaillac et de Hure jusqu'à se jeter dans la Garonne[4].

Le canal de Garonne traverse le territoire commune du sud-est, ayant traversé la commune de Marcellus, au nord-est, où il pénètre dans la commune de Hure ; Meilhan héberge deux écluses, la no 46, dite des Bernes, en limite de la commune de Marcellus et la no 47, dite des Gravières, à proximité de la petite route qui part de la route départementale D 116 et mène à Couthures-sur-Garonne ; deux haltes nautiques sont disponibles, l'une à proximité immédiate de l'écluse des Bernes, l'autre au pied du promontoire où est niché le bourg.

### Climat
Pour des articles plus généraux, voir Climat de la Nouvelle-Aquitaine et Climat de Lot-et-Garonne.
Historiquement, la commune est exposée à un climat océanique aquitain.  
En 2020, Météo-France publie une typologie des climats de la France métropolitaine dans laquelle la commune est exposée à un climat océanique et est dans la région climatique Aquitaine, Gascogne, caractérisée par une pluviométrie abondante au printemps, modérée en automne, un faible ensoleillement au printemps, un été chaud (19,5 °C), des vents faibles, des brouillards fréquents en automne et en hiver et des orages fréquents en été (15 à 20 jours).
Pour la période 1971-2000, la température annuelle moyenne est de 13,1 °C, avec une amplitude thermique annuelle de 14,7 °C. Le cumul annuel moyen de précipitations est de 840 mm, avec 11,7 jours de précipitations en janvier et 6,8 jours en juillet. Pour la période 1991-2020, la température moyenne annuelle observée sur la station météorologique la plus proche, située sur la commune de Saint-Martin-Curton à 21 km à vol d'oiseau, est de 13,7 °C et le cumul annuel moyen de précipitations est de 867,2 mm,. Pour l'avenir, les paramètres climatiques de la commune estimés pour 2050 selon différents scénarios d’émission de gaz à effet de serre sont consultables sur un site dédié publié par Météo-France en novembre 2022.

## Urbanisme

### Typologie
Au 1er janvier 2024, Meilhan-sur-Garonne est catégorisée commune rurale à habitat dispersé, selon la nouvelle grille communale de densité à sept niveaux définie par l'Insee en 2022.
Elle est située hors unité urbaine. Par ailleurs la commune fait partie de l'aire d'attraction de Marmande, dont elle est une commune de la couronne,. Cette aire, qui regroupe 48 communes, est catégorisée dans les aires de 50 000 à moins de 200 000 habitants,.

### Occupation des sols

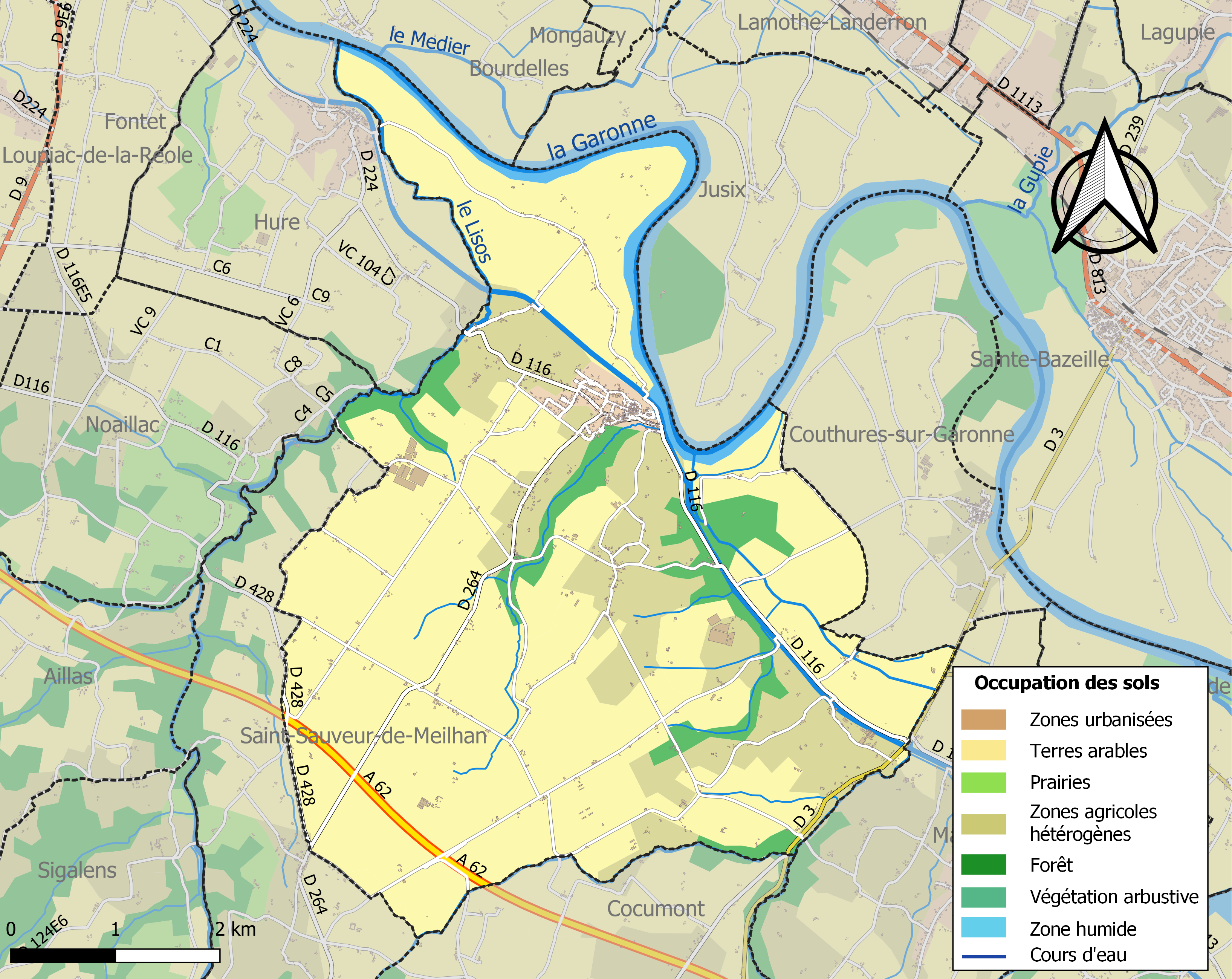
Carte des infrastructures et de l'occupation des sols de la commune en 2018 (CLC).

L'occupation des sols de la commune, telle qu'elle ressort de la base de données européenne d’occupation biophysique des sols Corine Land Cover (CLC), est marquée par l'importance des territoires agricoles (88,4 % en 2018), en diminution par rapport à 1990 (89,9 %). La répartition détaillée en 2018 est la suivante : 
terres arables (63,3 %), zones agricoles hétérogènes (18,6 %), forêts (7,1 %), cultures permanentes (6,5 %), eaux continentales (3 %), zones urbanisées (1,5 %). L'évolution de l’occupation des sols de la commune et de ses infrastructures peut être observée sur les différentes représentations cartographiques du territoire : la carte de Cassini (XVIIIe siècle), la carte d'état-major (1820-1866) et les cartes ou photos aériennes de l'IGN pour la période actuelle (1950 à aujourd'hui).

### Voies de communication et transports
Les principales voies de communication routières qui traversent le village sont la route départementale D 116 qui mène, vers le nord-ouest, à Hure dans le département voisin de la Gironde en y devenant la D 224 girondine et, vers le sud-est, vers Couthures-sur-Garonne et Marcellus et la route départementale D 264 qui conduit vers le sud - sud-ouest à Saint-Sauveur-de-Meilhan puis vers le sud à Cocumont.
Pour accéder à la rive droite de la Garonne, il faut franchir le pont, distant de 5,5 km vers l'est, sur la route départementale D 3 entre Couthures-sur-Garonne et Sainte-Bazeille ou celui, distant de 9 km vers le nord-ouest, sur la route départementale D 9 girondine entre Fontet et La Réole.
Les accès à l'autoroute A62 (Bordeaux-Toulouse) les plus proches sont le no 4, dit de La Réole, distant de 9 km par la route vers l'ouest - sud-ouest et le no 5, dit de Marmande, distant de 14 km par la route vers le sud-est.
La gare SNCF la plus proche est celle de Sainte-Bazeille distante de 8,5 km vers le nord-est, sur la ligne Bordeaux-Sète du TER Nouvelle-Aquitaine. Sur la même ligne, la gare de Marmande offrant plus de trafic se trouve à 14 km vers l'est.

### Risques majeurs
Le territoire de la commune de Meilhan-sur-Garonne est vulnérable à différents aléas naturels : météorologiques (tempête, orage, neige, grand froid, canicule ou sécheresse), inondations, mouvements de terrains et séisme (sismicité très faible). Il est également exposé à deux risques technologiques, le transport de matières dangereuses et la rupture d'un barrage. Un site publié par le BRGM permet d'évaluer simplement et rapidement les risques d'un bien localisé soit par son adresse soit par le numéro de sa parcelle.

#### Risques naturels
La commune fait partie du territoire à risques importants d'inondation (TRI) de Tonneins et Marmande, regroupant 19 communes concernées par un risque de débordement de la Garonne, un des 18 TRI qui ont été arrêtés fin 2012 sur le bassin Adour-Garonne. Les événements antérieurs à 2014 les plus significatifs sont les crues de 1770, 1875, 1930 et 1952. Des cartes des surfaces inondables ont été établies pour trois scénarios : fréquent (crue de temps de retour de 10 ans à 30 ans), moyen (temps de retour de 100 ans à 300 ans) et extrême (temps de retour de l'ordre de 1 000 ans, qui met en défaut tout système de protection). La commune a été reconnue en état de catastrophe naturelle au titre des dommages causés par les inondations et coulées de boue survenues en 1982, 1983, 1990, 1994, 1999, 2009, 2018, 2019, 2020 et 2021,.
Les mouvements de terrains susceptibles de se produire sur la commune sont des affaissements et effondrements liés aux cavités souterraines (hors mines), des glissements de terrain et des tassements différentiels. Afin de mieux appréhender le risque d’affaissement de terrain, un inventaire national permet de localiser les éventuelles cavités souterraines sur la commune.

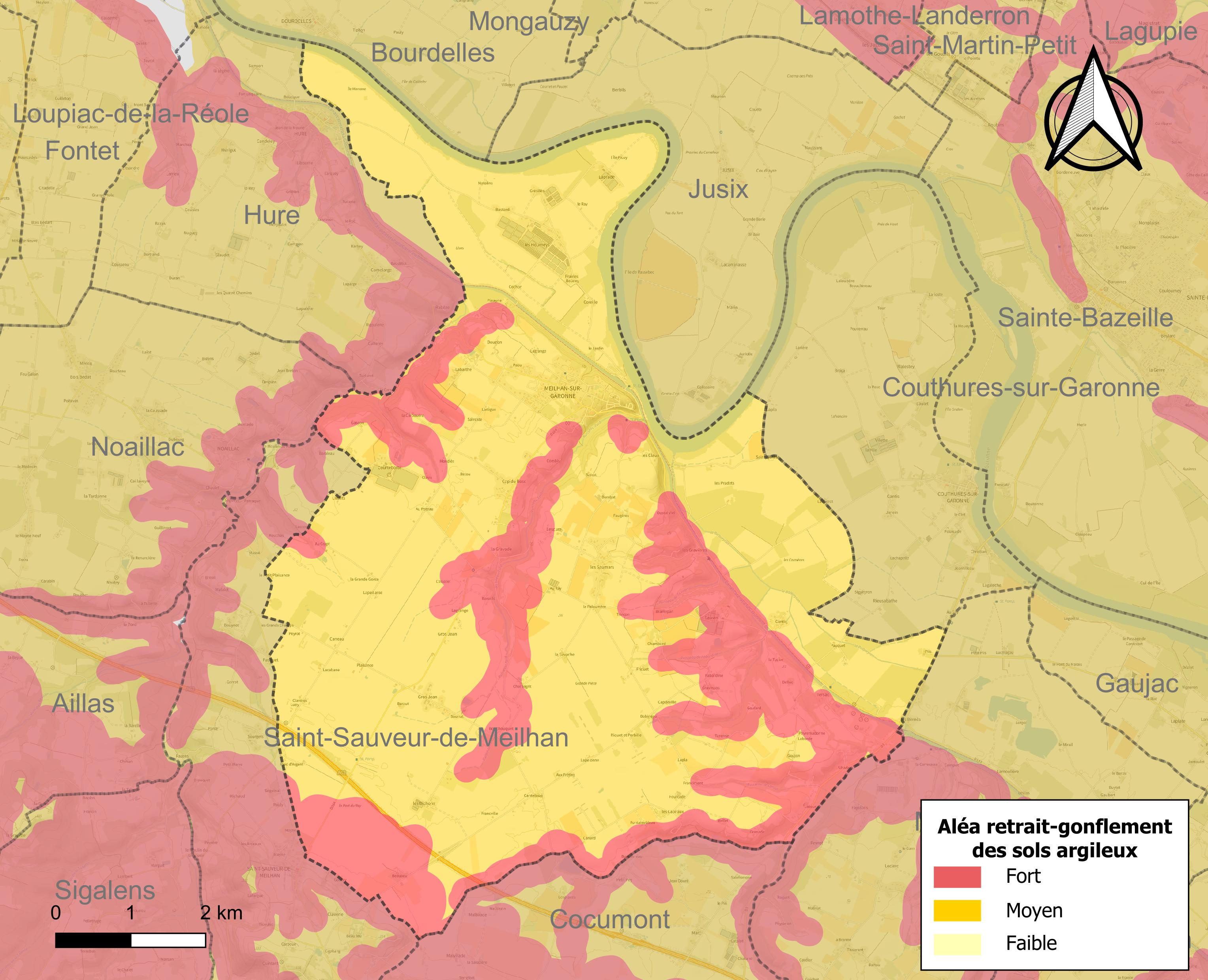
Carte des zones d'aléa retrait-gonflement des sols argileux de Meilhan-sur-Garonne.

Le retrait-gonflement des sols argileux est susceptible d'engendrer des dommages importants aux bâtiments en cas d’alternance de périodes de sécheresse et de pluie. La totalité de la commune est en aléa moyen ou fort (91,8 % au niveau départemental et 48,5 % au niveau national). Depuis le 1er octobre 2020, en application de la loi ELAN, différentes contraintes s'imposent aux vendeurs, maîtres d'ouvrages ou constructeurs de biens situés dans une zone classée en aléa moyen ou fort,.
Concernant les mouvements de terrains, la commune a été reconnue en état de catastrophe naturelle au titre des dommages causés par la sécheresse en 2002, 2003 et 2011 et par des mouvements de terrain en 1999 et 2020.

#### Risque technologique
La commune est en outre située en aval des barrages de Grandval dans le Cantal et de Sarrans en Aveyron, des ouvrages de classe A. À ce titre elle est susceptible d’être touchée par l’onde de submersion consécutive à la rupture de ces ouvrages.

## Toponymie
En gascon, le nom est Milhan.
Le toponyme est documenté sous les formes : (de) Meliano (1126), Milhanum, Milhan (XIIIe siècle), Amilhano (XIVe siècle)… La majorité des attestations anciennes, ainsi que la prononciation contemporaine, disposent d'une première syllabe en Mi-. Un affaiblissement en -e- de la voyelle de la première syllabe, en position prétonique et donc fragile, est toujours possible et pourrait expliquer la graphie française. Ce toponyme est un nom de domaine latin basé sur le nom de son propriétaire, vraisemblablement le latin Æmilius.
Ses habitants sont appelés les Meilhanais.

## Histoire
La commune de Meilhan est renommée Meilhan-sur-Garonne en 1919, se distinguant ainsi de ses homonymes du Gers et des Landes.

## Politique et administration

### Liste des maires
| Période                                  | Période   | Identité        | Étiquette | Qualité |
| ---------------------------------------- | --------- | --------------- | --------- | --- |
| Les données manquantes sont à compléter. |           |                 |           | |
|                                          |           |                 |           | |
| 1971                                     | mars 2008 | Jean Fenouillet | PS        | Conseiller général du canton de Meilhan-sur-Garonne (1998-2008) Décédé en fonctions                           |
| mars 2008 (réélue en mai 2020)           | En cours  | Régine Povéda   | PS        | Fonctionnaire territoriale en disponibilité Conseillère générale du canton de Meilhan-sur-Garonne (2008-2015) |

## Démographie
L'évolution du nombre d'habitants est connue à travers les recensements de la population effectués dans la commune depuis 1793. Pour les communes de moins de 10 000 habitants, une enquête de recensement portant sur toute la population est réalisée tous les cinq ans, les populations de référence des années intermédiaires étant quant à elles estimées par interpolation ou extrapolation. Pour la commune, le premier recensement exhaustif entrant dans le cadre du nouveau dispositif a été réalisé en 2008.

En 2022, la commune comptait 1 330 habitants, en évolution de −0,23 % par rapport à 2016 (Lot-et-Garonne : −0,18 %, France hors Mayotte : +2,11 %).
| 1793  | 1800  | 1806  | 1821  | 1831  | 1836  | 1841  | 1846  | 1851  |
| ----- | ----- | ----- | ----- | ----- | ----- | ----- | ----- | ----- |
| 3 460 | 2 414 | 2 233 | 2 266 | 2 140 | 2 292 | 2 291 | 2 402 | 2 268 |

| 1856  | 1861  | 1866  | 1872  | 1876  | 1881  | 1886  | 1891  | 1896  |
| ----- | ----- | ----- | ----- | ----- | ----- | ----- | ----- | ----- |
| 2 285 | 2 169 | 2 028 | 2 083 | 1 994 | 2 073 | 1 949 | 1 898 | 1 931 |

| 1901  | 1906  | 1911  | 1921  | 1926  | 1931  | 1936  | 1946  | 1954  |
| ----- | ----- | ----- | ----- | ----- | ----- | ----- | ----- | ----- |
| 1 856 | 1 810 | 1 753 | 1 474 | 1 441 | 1 367 | 1 441 | 1 471 | 1 504 |

| 1962  | 1968  | 1975  | 1982  | 1990  | 1999  | 2006  | 2008  | 2013  |
| ----- | ----- | ----- | ----- | ----- | ----- | ----- | ----- | ----- |
| 1 438 | 1 404 | 1 322 | 1 382 | 1 255 | 1 253 | 1 303 | 1 320 | 1 347 |

| 2018  | 2022  | - | - | - | - | - | - | - |
| ----- | ----- | - | - | - | - | - | - | - |
| 1 319 | 1 330 | - | - | - | - | - | - | - |

## Économie
Sur le territoire de la ville s'étend une partie du domaine des côtes-du-marmandais qui produit du vin rouge et rosé.

## Culture locale et patrimoine

### Monuments
- L'église paroissiale actuelle, dédiée à saint Cibard, a été construite entre 1851 et 1853 dans le style néo-roman selon les plans de l’architecte Gustave Alaux[37].
- L'église Saint-Barthélemy de Tersac, située dans l'est du territoire communal, date du XIIIe siècle et est inscrite au titre des monuments historiques depuis 1996[38].
- L’église Saint-Genès-des-Anges de Meilhan-sur-Garonne, inscrite à l'Inventaire général du patrimoine culturel[39].

### Lieux touristiques
- Le lieu le plus emblématique de Meilhan-sur-Garonne est incontestablement le tertre, situé en bordure de terrasse alluviale sur la rive gauche, d'où l'on bénéficie d'un panorama sur la vallée de la Garonne, le fleuve coulant juste en contrebas formant un méandre, et d'où l'on peut également apercevoir la terrasse de l'autre rive du lit majeur, à plusieurs kilomètres de là.

L'esplanade du Tertre est une place conviviale où l'on peut s'installer par beau temps et regarder le paysage depuis les bancs ombragés. Au retour des beaux jours, les animations s'y multiplient, à proximité du kiosque à musique.
- Les berges du canal latéral à la Garonne, situées juste au pied du promontoire, entre celui-ci et la Garonne, constituent un autre lieu agréable : l'on peut y pratiquer la pêche, s'y promener, y faire son footing, faire du vélo, et y pratiquer quelques activités nautiques comme l'aviron. La halte nautique, lieu de séjour des plaisanciers du canal, se trouve au pied du promontoire, et est relié à celui-ci par un chemin aménagé avec escaliers.

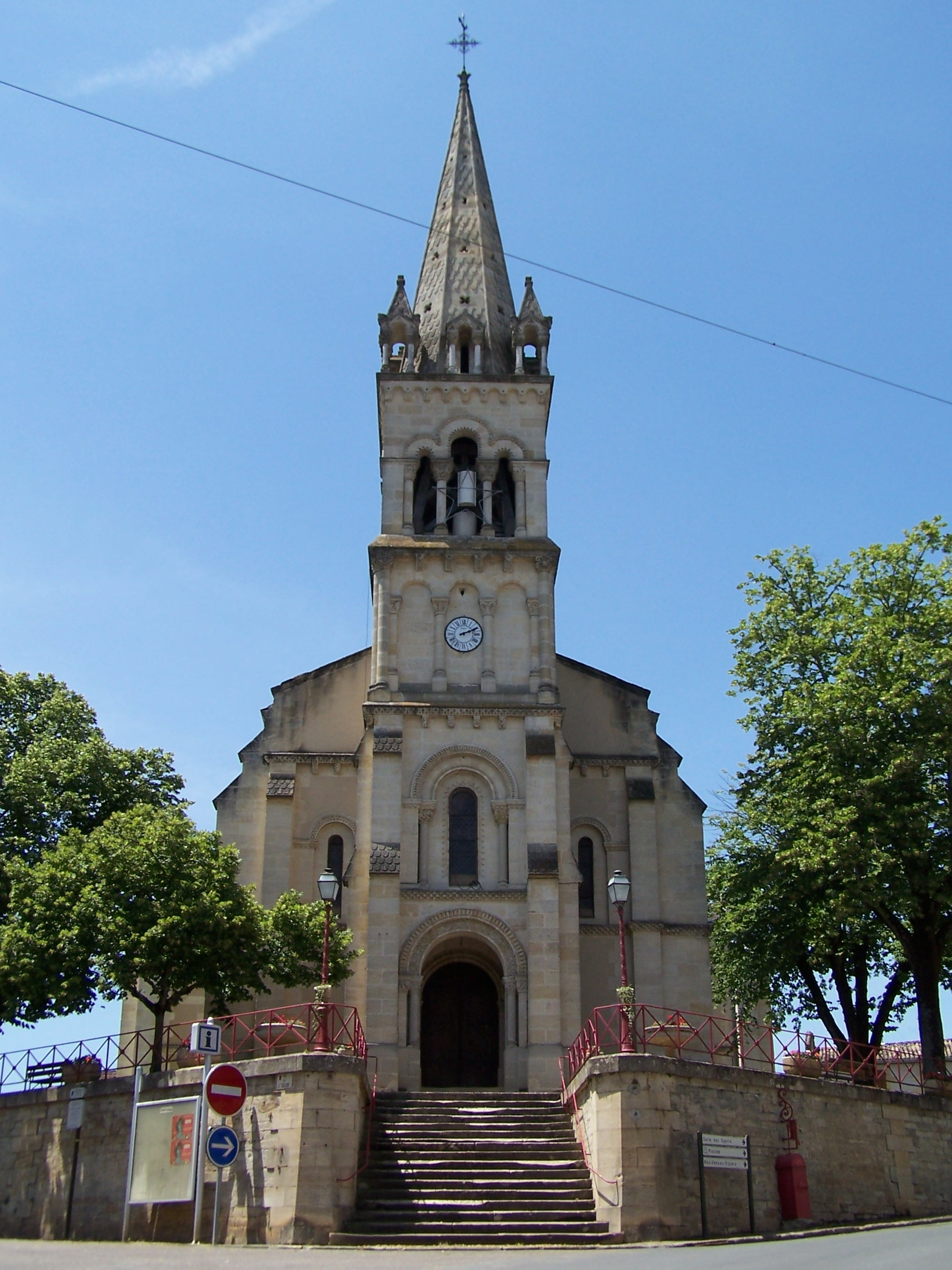
L'église Saint-Cibard (juin 2012).
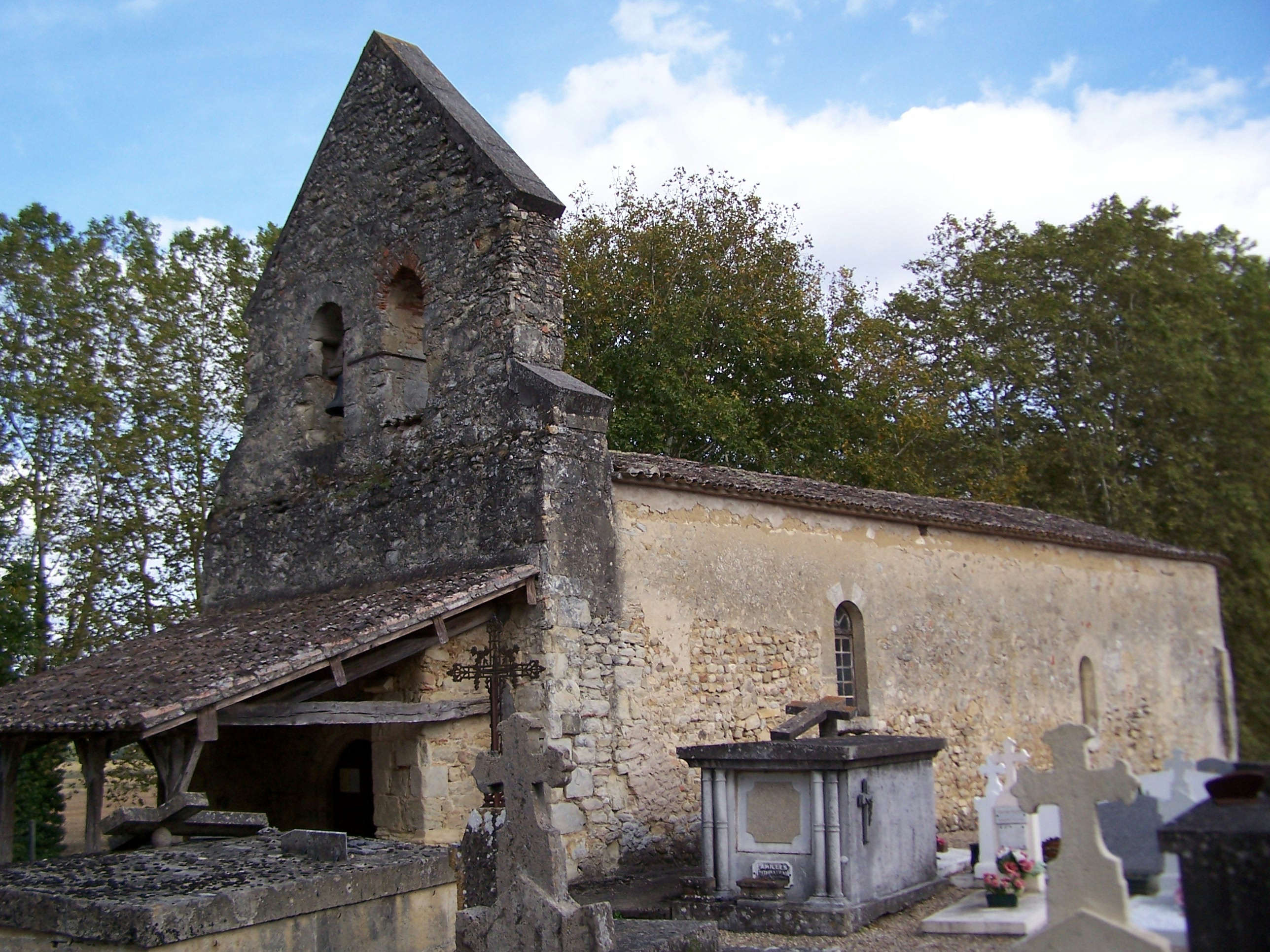
L'église Saint-Barthélemy de Tersac (oct. 2012).
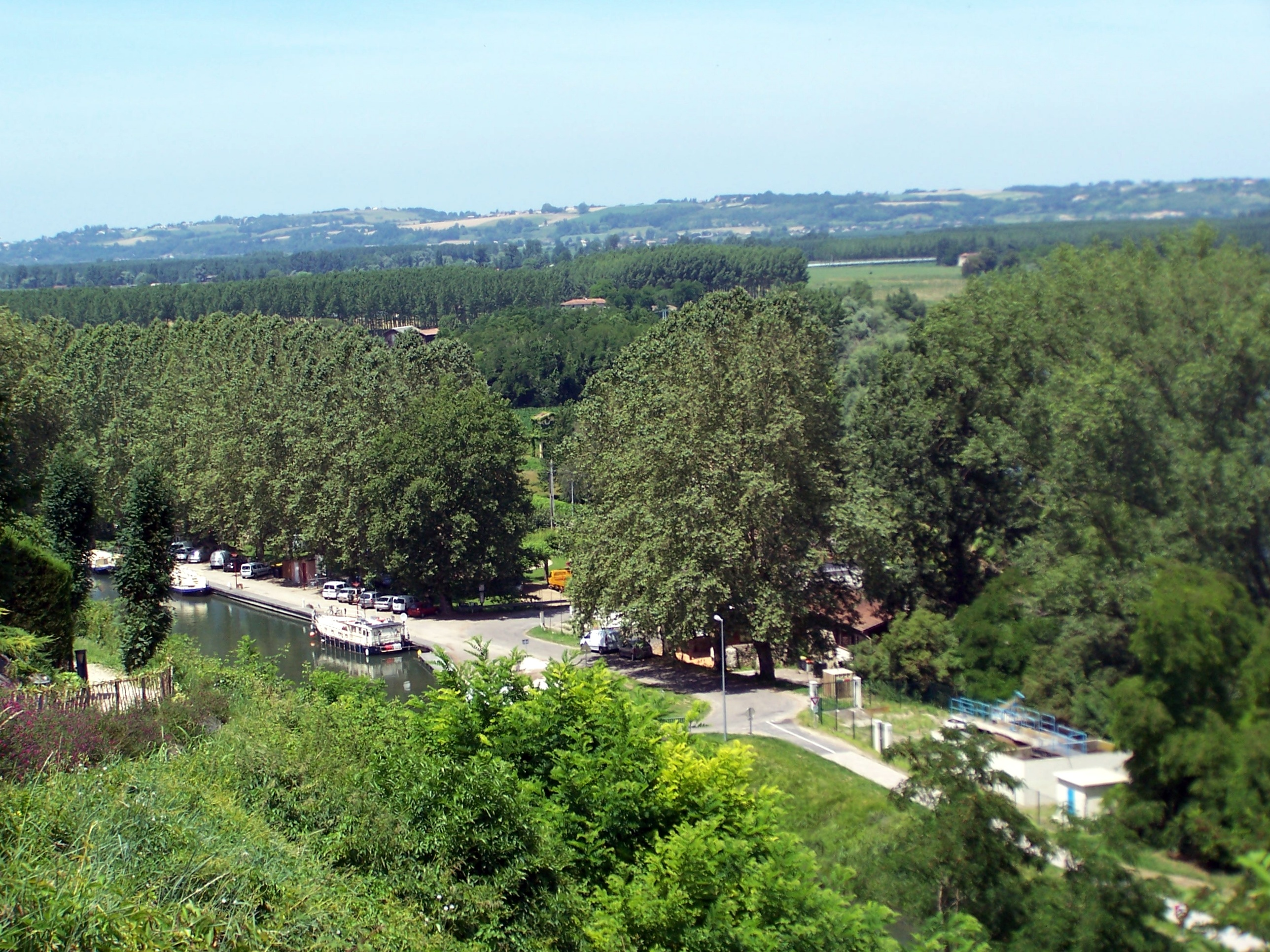
La halte nautique vue du tertre (juin 2012).
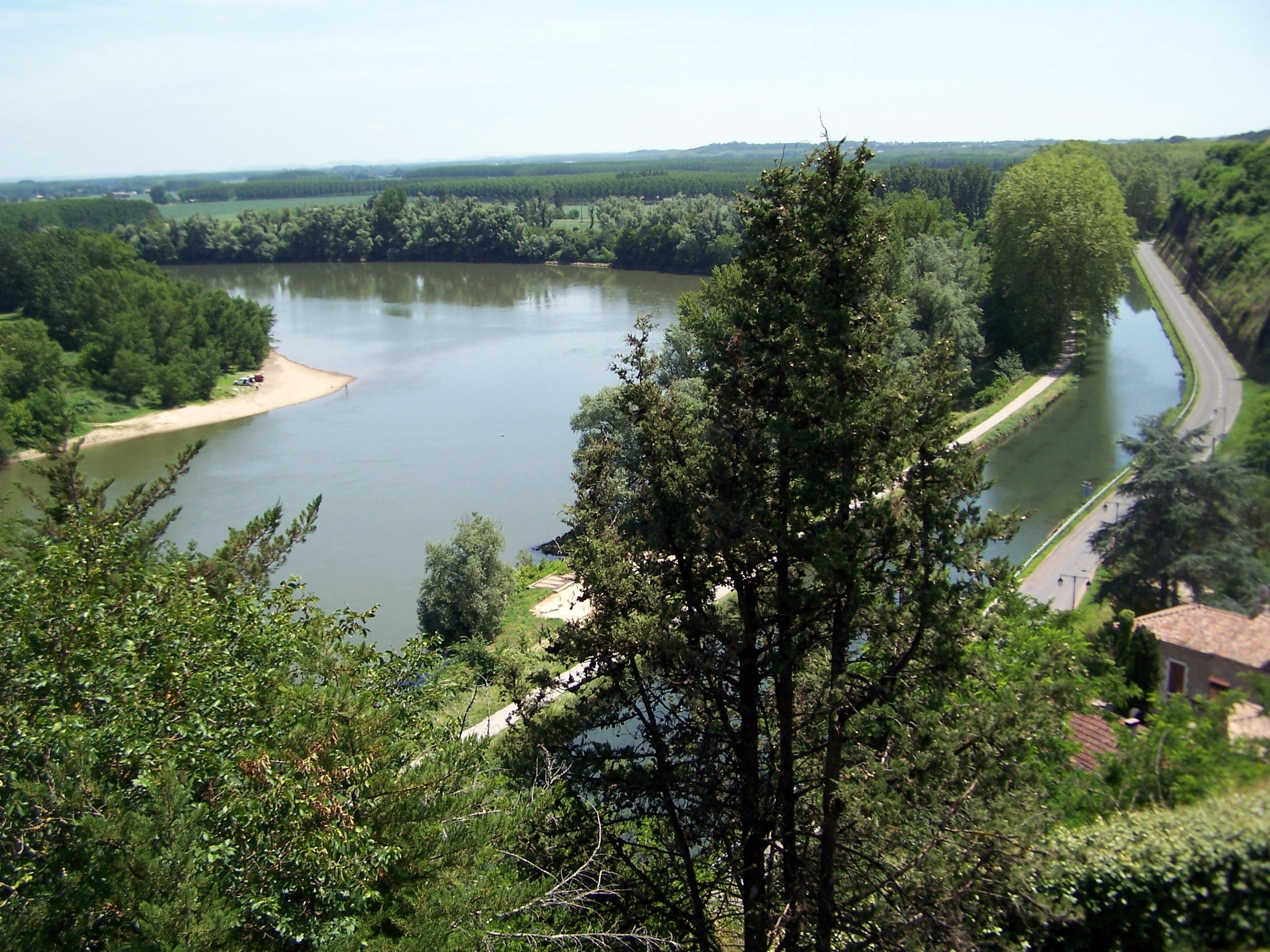
La Garonne et le canal vus du tertre (juin 2012).
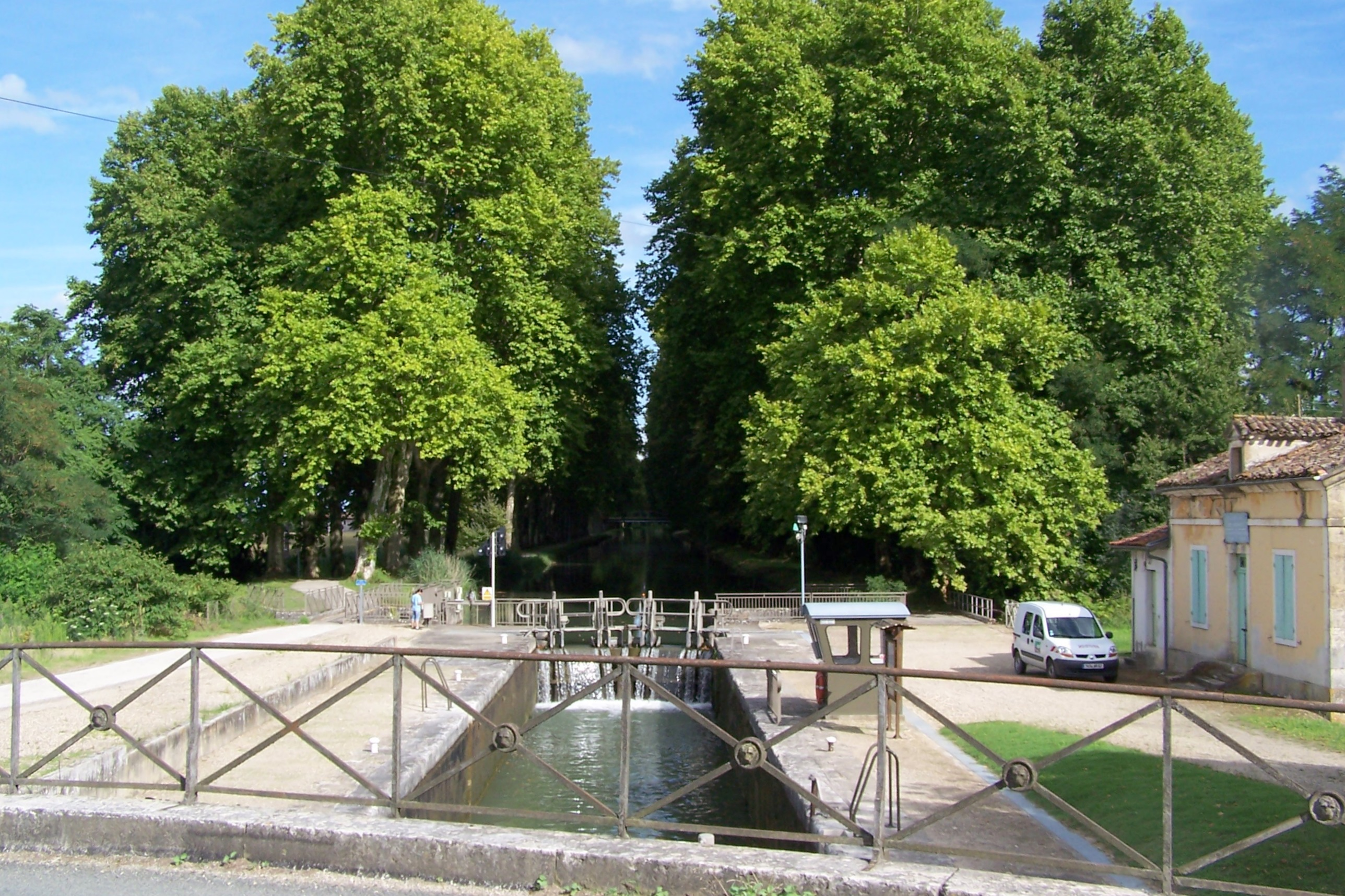
L'écluse n° 46 des Bernes (août 2011).
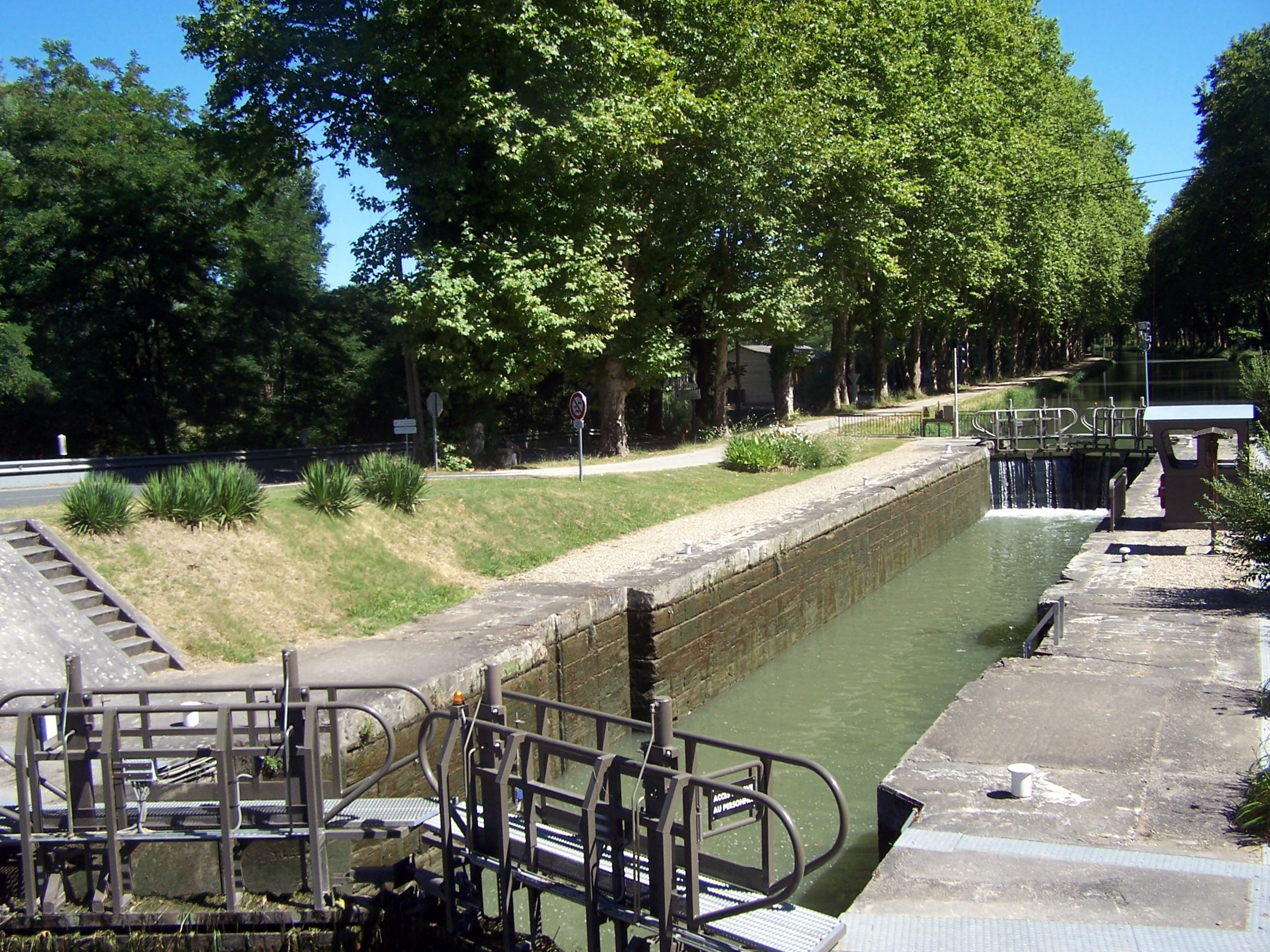
L'écluse n° 47 des Gravières (mars 2010).
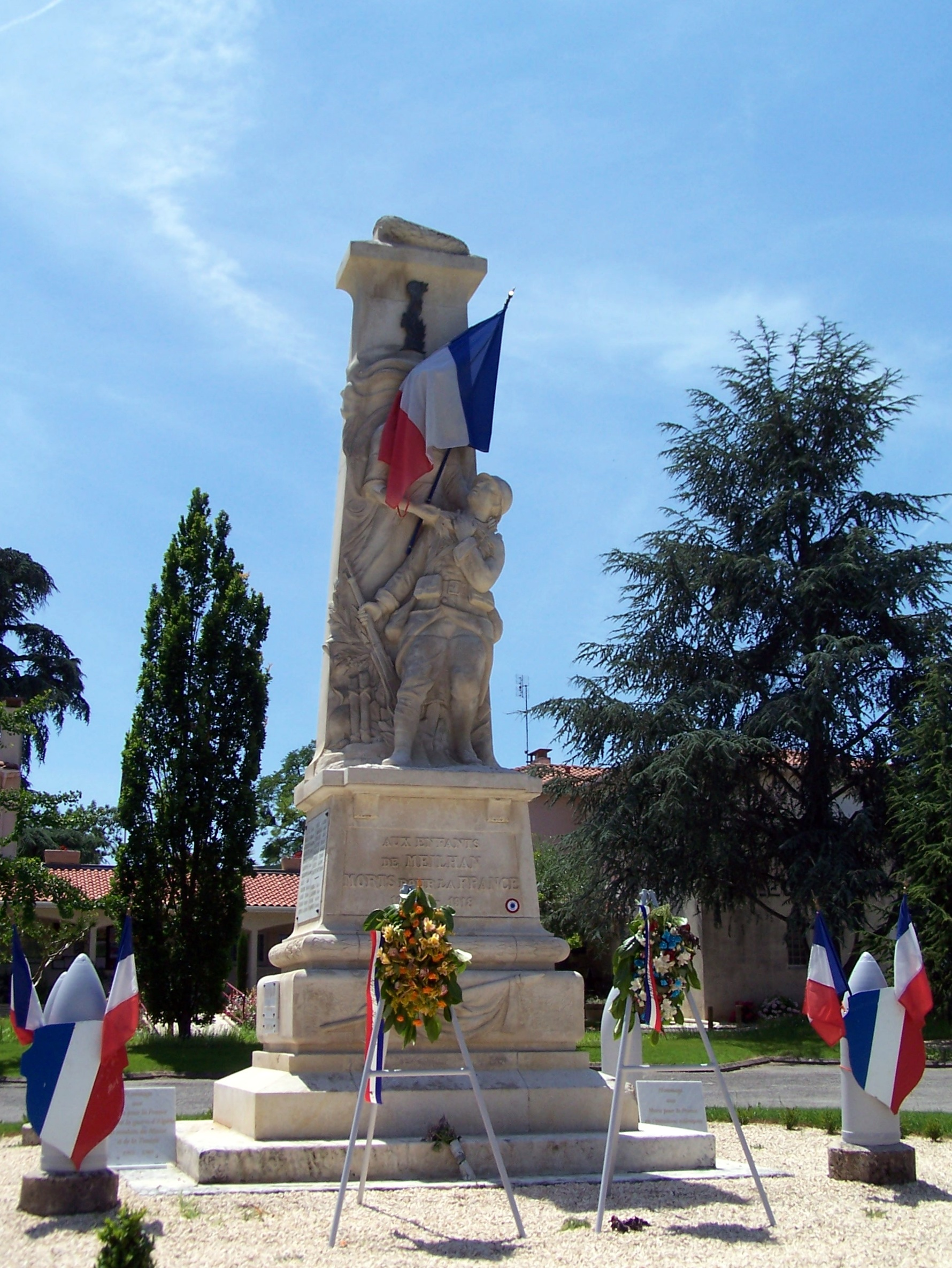
Le monument aux morts devant la mairie (juin 2012).

### Jumelage
- Neuf-Brisach (France) depuis 1988

La commune de Meilhan-sur-Garonne est jumelée avec la commune de Neuf-Brisach, située dans la région Alsace et dans le département du Haut-Rhin.

### Personnalités liées à la commune
- Antoine Bourg-Laprade (1736-1816), né et mort à Meilhan, homme politique français.
- Pierre Jules Guyet-Laprade (1756-1826), homme politique né et décédé à Meilhan-sur-Garonne, député de Lot-et-Garonne.
- Jean-Baptiste Raymond de Lacrosse (1760-1820), marin, né et mort dans la commune.
- Édouard Giresse (1849-1914), sénateur de Lot-et-Garonne, né dans la commune.
- Roger Gastebosc (1897-1940), directeur d'école, mort pour la France à Dunkerque.

## Héraldique
| Blason de Meilhan-sur-Garonne | Blason  | D'azur à la tour d'or, accompagnée de trois grenouilles du même.      |
| Blason de Meilhan-sur-Garonne | Détails | Officiel, présent sur le site internet de la commune.                 |
| Blason de Meilhan-sur-Garonne | Alias   | De gueules à la tour d'or, accompagnée de trois grenouilles d'argent. |